# Heinz Loßnitzer
Heinz Loßnitzer (* 23. Mai 1904 in Görlitz; † 19. April 1964 in Freiburg im Breisgau) war ein deutscher Meteorologe. Der Direktor des von ihm ins Leben gerufenen Meteorologischen Instituts der Albert-Ludwigs-Universität Freiburg war einer der Pioniere der Biometeorologie und der Strahlungsforschung. Bereits Mitte der 1950er Jahre regte er beständige Messungen von Luftverunreinigungen an.

## Leben und Wirken
Heinz Loßnitzer studierte Astronomie, Mathematik, Geophysik und Meteorologie an der Universität Leipzig. Anschließend war er als Assistent bei verschiedenen Universitätsinstituten und beim thüringischen Landeswetterdienst tätig. Im Jahr 1927 wurde er zum Leiter der Wetter- und Sonnenwarte St. Blasien ernannt, ein Amt, das er bis 1933 versah. In dieser Zeit wirkte Loßnitzer bahnbrechend für die bioklimatische Forschung. Er entwickelte Geräte und untersuchte die Einwirkung des Wetters auf Kranke und Genesende. Mit seinen Arbeiten wurde er zu einem der Mitbegründer der Biometeorologie und speziell der Medizinmeteorologie. Nach 1933 war Loßnitzer als Meteorologe im Reichswetterdienst tätig.
1936 wurde er nach Freiburg im Breisgau versetzt und mit der Leitung der Wetterdienststelle
am dortigen Flughafen beauftragt. Im Jahr darauf erhielt er einen Lehrauftrag für das Fach Meteorologie und Klimatologie an der Naturwissenschaftlich-Mathematischen Fakultät der Universität Freiburg im Breisgau. Die Universität wollte zu dieser Zeit gern ein Ordinariat für Meteorologie errichten, was jedoch nicht gelang. Nach dem Ende des Zweiten Weltkriegs trat Loßnitzer 1946 in den Deutschen Meteorologischen Dienst der französisch besetzten Zone ein und leitete dessen Bioklimatische Abteilung.
1947 habilitierte er sich an der Universität Freiburg und erreichte, dass die Bioklimatische Abteilung als Bioklima-Institut der Universität fungierte. Diese Einrichtung – ein erster Schritt zur Gründung eines Meteorologischen Instituts der Universität – leitete er ab 1950. 1949 übernahm Loßnitzer die Leitung des badischen Landeswetterdienstes. Nachdem dieser 1952 in die Bundesbehörde Deutscher Wetterdienst überführt worden war, wurde auch die Verbindung des Bioklima-Instituts zur Universität gelöst und erhielt den Status eines Meteorologischen Observatoriums des Deutschen Wetterdienstes, das Loßnitzer bis 1958 leitete. Dann gelang es ihm, dass am 1. April 1958 endlich das lang ersehnte Meteorologische Institut der Universität Freiburg gegründet wurde. Nun wieder in Landesdiensten, leitete er das der Naturwissenschaftlich-Mathematischen Fakultät zugeordnete Institut in der Dienststellung eines Oberregierungsrates.
Im Zentrum seines meteorologischen Lebenswerkes stand die Strahlungsforschung. Strahlungsmessungen waren für Loßnitzer der Schlüssel zum Verständnis der Dynamik der Erdatmosphäre sowie der Probleme der Forstmeteorologie und der Kurortklimatologie. Intensiv beschäftigte er sich seit Mitte der 1950er-Jahre zudem mit der Luftverschmutzung, die ihn zunehmend beunruhigte. Er gehörte zu den Initiatoren einer fortlaufenden Messung von Luftverunreinigungen.
Kurz vor seinem 60. Geburtstag starb Heinz Loßnitzer plötzlich und unerwartet am 19. April 1964 in Freiburg im Breisgau. Dies brachte auch das Institut in Bedrängnis. Zunächst wurde kommissarisch der Direktor des Instituts für Forstliche Ertragskunde, Gerhard Mitscherlich, mit der Leitung betraut. Da auch die vor allem für die Ausbildung der Forststudenten notwendigen Vorlesungen sichergestellt werden mussten, erhielt Rudolf Neuwirth provisorisch einen Lehrauftrag. Erst nach vier Jahren war mit Hans Hinzpeter schließlich ein Nachfolger für Loßnitzer gefunden.